# Альткендорф
Альткендо́рф (фр. Alteckendorf) — коммуна на северо-востоке Франции в регионе Гранд-Эст (бывший Эльзас — Шампань — Арденны — Лотарингия), департамент Нижний Рейн, округ Саверн, кантон Буксвиллер. До марта 2015 года коммуна административно входила в состав упразднённого кантона Ошфельден (округ Страсбур-Кампань).
Площадь коммуны — 5,72 км², население — 739 человек (2006) с тенденцией к росту: 861 человек (2013), плотность населения — 150,5 чел/км².

## Население
Население коммуны в 2011 году составляло 787 человек, в 2012 году — 824 человека, а в 2013-м — 861 человек.
| 1962 | 1968 | 1975 | 1982 | 1990 | 1999 | 2006 | 2008 | 2011 | 2012 | 2013 |
| ---- | ---- | ---- | ---- | ---- | ---- | ---- | ---- | ---- | ---- | ---- |
| 619  | 618  | 648  | 661  | 705  | 746  | 739  | 737  | 787  | 824  | 861  |

Динамика населения:

## Экономика
В 2010 году из 498 человек трудоспособного возраста (от 15 до 64 лет) 380 были экономически активными, 118 — неактивными (показатель активности 76,3 %, в 1999 году — 72,1 %). Из 380 активных трудоспособных жителей работали 354 человека (205 мужчин и 149 женщин), 26 числились безработными (10 мужчин и 16 женщин). Среди 118 трудоспособных неактивных граждан 40 были учениками либо студентами, 42 — пенсионерами, а ещё 36 — были неактивны в силу других причин.

## Достопримечательности (фотогалерея)
- Церковь